# Joseph Edward Murray
Joseph Edward Murray (Milford, Massachusetts, 1 de abril de 1919-Boston, Massachusetts, 26 de noviembre de 2012) fue un cirujano plástico estadounidense.
Finalizada su carrera de medicina se doctoró en medicina y cirugía en la Universidad de Massachusetts. Desde un principio se decantó por la investigación en el campo de los trasplantes de órganos en seres humanos. Hasta 1967 fue profesor de cirugía en la Escuela Médica de Harvard. Junto con Edward Donnall Thomas encontró la utilidad de las radiaciones ionizantes para controlar el posible rechazo en los trasplantes. Posteriormente también demostraron la utilidad de la azatioprina en este campo. Fue el primero en realizar un trasplante de riñón entre gemelos, en 1954, cuando Richard Herrick recibió el órgano donado por su hermano Ronald.
Ambos investigadores obtuvieron el Premio Nobel de Medicina en 1990.

## Muerte
Murray murió el 26 de noviembre de 2012, a la edad de 93 años. Sufrió un derrame cerebral en su casa suburbana de Boston el Día de Acción de Gracias y murió en el Hospital Brigham and Women's, el mismo hospital donde realizó la primera operación de trasplante de órganos.
Murray aparece en el libro Beyond Recognition, anteriormente titulado Camel Red. El libro es la historia de Larry Heron, quien resultó gravemente herido en la Segunda Guerra Mundial, y su camino hacia la recuperación, que lo reunió con Murray, un excompañero de clase.